# The Razor Skyline
The Razor Skyline — музыкальная группа из США, образованная в 1994 году и исполняющая дарквейв.

## История группы
Коллектив был образован в 1994 году в Сиэтле. Первоначально он назывался The Journal of Trauma и состоял из двух участников — вокалистки Карен Карделл и музыканта, известного как The Gun, который писал музыку и исполнял партии бэк-вокала. Вскоре к дуэту присоединилась Анджела Гудман, игравшая на электронной ударной установке. В конце 1995 года группа подписала контракт с лейблом COP International и оказалась вынуждена сменить название на The Razor Skyline из-за претензий со стороны Американского общества травматологов. Первый альбом коллектива, также называвшийся The Journal of Trauma, вышел в 1996 году и получил значительный успех в США. Группа организовала турне по Западному побережью в поддержку диска, после которого приступила к работе над вторым альбомом, однако из-за обострившихся разногласий с другими музыкантами Карен Карделл покинула коллектив в 1997 году.
The Razor Skyline оказались вынуждены искать новую вокалистку; забраковав Дебру Фогарти (впоследствии основавшую успешный дарквейв-проект Diva Destruction) и Северину Сол, группа остановила свой выбор на Шарлотте Шай и перебралась из Сиэтла в Сан-Франциско. Однако новый состав просуществовал недолго — уже в 1998 году Карен Карделл вернулась в группу, заменив Шай, а вместо Анджелы Гудман партии электронных ударных стала исполнять Мишель Андерсон, также известная как Оникс. Только в 1999 году The Razor Skyline наконец выпустили второй студийный диск Fade and Sustain, работа над которым велась в течение предыдущих трёх лет. В его поддержку группа провела тур вместе с Bella Morte, а также записала несколько композиций для немецкого фильма ужасов «Демониум».
Третий альбом коллектива — The Bitter Well — был издан в 2003 году. Этот релиз впервые привлёк к группе внимание европейских критиков, оценивших диск достаточно положительно. Несмотря на международный успех, вскоре после выхода The Bitter Well The Razor Skyline прекратили активную деятельность. The Gun организовал собственный проект Flatline Transmissions, не получивший значительной известности, а Карен Карделл объявила о завершении своей музыкальной карьеры. Только в 2009 году группа была воссоздана в новом составе — место Карделл заняла Миска Казда, и коллектив приступил к работе над свежим материалом. В 2011 году был выпущен EP Convergence, а четвёртый альбом The Razor Skyline, получивший название Dark Water Oasis, увидел свет в 2012 году.

## Стиль, влияние
На раннее творчество группы повлияли исполнители классического готик-рока — в частности, The Cure и Siouxsie and the Banshees, однако первые альбомы The Razor Skyline несли также отпечаток воздействия метала и электронной музыки. Голос Карен Карделл критики сравнивали с вокалом Сьюзи Сью. К началу 2000-х коллектив выработал собственное звучание, основанное на сочетании приглушённых гитарных партий и «неброской» электроники.
Позднее стиль The Razor Skyline претерпел ряд изменений — в нём начали отчётливо проявляться элементы восточной народной музыки, в результате чего современное звучание группы описывается журналистами как «восточная готика» и «мощный этнический готик-рок с клубным уклоном».

## Дискография
- The Journal of Trauma — 1996
- Fade and Sustain — 1999
- The Bitter Well — 2003
- Convergence EP — 2011
- Dark Water Oasis — 2012